# Helmut Schoppa
Helmut Schoppa (* 24. Dezember 1907 in Kattowitz; † 13. August 1980 in Wiesbaden) war ein deutscher Archäologe.

## Leben
Schoppa, Sohn eines Lehrers, besuchte die Gymnasien in Kattowitz. 1922 wurde die Familie aus ihrer nun polnischen Heimatstadt ausgewiesen und ließ sich in nieder Leobschütz. Ostern 1926 erwarb Helmut Schoppa dort das Abitur. Im gleichen Jahr nahm er sein Studium der klassischen Philologie und der Archäologie an der Universität Münster auf, das von einem Semester in Bonn unterbrochen wurde. Nach dem Wintersemester 1929/30 wechselte er an die Universität Heidelberg, wo er klassische Archäologie, deutsche Vorgeschichte und Kunstgeschichte hörte und im Frühsommer 1932 bei Arnold von Salis zum Thema Die Darstellung der Perser in der griechischen Kunst bis zum Beginn des Hellenismus promoviert. Anschließend arbeitete er kurz am archäologischen Institut der Universität Heidelberg und am Mannheimer Schlossmuseum. Im Jahr 1933 erfolgte seine Entlassung aus politischen Gründen. Es folgten kurzfristige Tätigkeiten bei Ausgrabungen und für jeweils drei Monate bei der Römisch-Germanischen Kommission (1934/1935) und dem Landesmuseum Münster (1935/36). Vom Herbst 1936 an bis Anfang 1939 arbeitete Schoppa in der römischen Abteilung des Wallraf-Richartz-Museums in Köln. Seit März 1939 war er Mitarbeiter des neugegründeten Landesamtes für kulturgeschichtliche Bodenaltertümer in Wiesbaden.
Von 1940 bis 1945 nahm Schoppa am Zweiten Weltkrieg teil und geriet in Kriegsgefangenschaft. 1951 wurde er Kustos und 1955 Leiter seiner vorherigen Wiesbadener Dienststelle, die inzwischen zum Hessischen Landesamt für kulturgeschichtliche Altertümer umbenannt worden war, dem Vorläufer des heutigen Landesamts für Denkmalpflege Hessen. Die Stadt Wiesbaden übergab ihm nebenamtlich die Leitung der Sammlung nassauischer Altertümer des städtischen Museums. Aus deren Bestand konzipierte er in den 1950er und 1960er Jahren zahlreiche Sonderausstellungen und baute sukzessive eine Dauerausstellung auf. Während Schoppas Dienstzeit erfolgte der Umzug des Landesamtes in das Schloss Biebrich. Von 1967 bis zum Ruhestand zum Jahresende 1972 war Schoppa erster Landesarchäologe von Hessen. Von 1955 bis 1972 war er dazu ehrenamtlicher Leiter der Sammlung Nassauischer Altertümer. Hier oblag ihm die Wiedererrichtung der Ausstellung im Museum Wiesbaden, nachdem die amerikanische Besatzungsbehörde 1958 das Gebäude geräumt hatte.
Schoppa wurde durch seine Ausgrabungstätigkeiten und seine Veröffentlichungen bekannt. Sein Forschungsgebiet war auf die Fundstellen im ehemaligen Herzogtum Nassau, dem preußischen Regierungsbezirk Wiesbaden, konzentriert. Hierbei untersuchte er sowohl römische Denkmäler als auch solche aus der Zeit der Völkerwanderung und der fränkischen Besiedlung des Rhein-Main-Gebietes, so beispielsweise das Gräberfeld von Eltville. Sein weiteres Interesse galt der römischen Kunst in Köln und darüber hinaus im römischen Gallien, Germanien und Britannien.
Helmut Schoppa war seit 1941 Mitglied des Vereins für Nassauische Altertumskunde und Geschichtsforschung, wurde 1952 erstmals in den Vorstand gewählt und stand dem Verein von Juni 1962 bis 1979 vor. Er übernahm den Vereinsvorsitz von Ferdinand Kutsch, dem Direktor des Museum Wiesbaden. Im Rahmen der Vereinsarbeit verfasste er zahlreiche Publikationen und hielt Vorträge in der gesamten Arbeitsregion. 1948 wurde Schoppa in die Historische Kommission für Nassau gewählt und 1962 in deren Vorstand berufen. 1955 gab er den Impuls zur Gründung eines Museumsverbands für die Regierungsbezirke Wiesbaden und Montabaur. 1968 löste er diesen Verband auf und überführte seinen hessischen Teil in den Hessischen Museumsverband, dessen Vorstandsmitglied er damit wurde. Zudem war er Mitbegründer des Verbands der Landesarchäologen der Bundesrepublik, für den er unter anderem als Geschäftsführer und Schatzmeister agierte. Mitgründer und zeitweise Vorstandsmitglied war Schoppa auch im 1956 gegründeten deutsch-amerikanischen Wiesbadener Herrenclub Good Neighbours. 1973 erhielt er das Bundesverdienstkreuz 1. Klasse und 1977 die Bürgermedaille in Gold der Stadt Wiesbaden.
Ab 1953 hatte Schoppa einen Lehrauftrag an der Universität Marburg zur Kultur und Geschichte des römischen Germanien, ab 1962 als Honorarprofessor.
Schoppa war verheiratet mit der Kunsthistorikerin Wulfhild Schoppa-Prinz. Das Paar hatte einen Sohn namens Peter. Helmut Schoppa verstarb an den Folgen eines Verkehrsunfalls, den er am 12. August 1980 erlitten hatte.

## Schriften (Auswahl)
- Die Darstellung der Perser in der griechischen Kunst bis zum Beginn des Hellenismus. Coburg 1933 (Dissertation).
- Die Kunst der Römerzeit in Gallien, Germanien und Britannien. Aufnahmen von Helga Schmidt-Glassner. Deutscher Kunstverlag, München/Berlin 1957.
- Die fränkischen Friedhöfe von Weilbach, (Maintaunuskreis). F. Steiner, Wiesbaden 1959.
- Römische Götterdenkmäler in Köln. Verlag der Löwe, H. Reykers, Köln 1959.
- Römische Bildkunst in Mainz. F. Steiner, Wiesbaden 1963.
- Aquae Mattiacorum und Civitas Mattiacorum. In: Bonner Jahrbücher. 172, 1972, S. 228–237.
- als Mitverfasser: Wiesbaden: Geschichte im Bild von der Römerzeit bis zur Gegenwart. Nobel-Verlag, Essen 1981, ISBN 3-922785-06-9